# Chichiquila
Chichiquila è una municipalità dello stato di Puebla, nel Messico centrale, il cui capoluogo è la località omonima.
Conta 24.148 abitanti (2010) e ha una estensione di 108,95 km². 	 	
Il significato del nome della località in lingua nahuatl è luogo dove abbonda l'erba amara.